# Cryptazeca
Cryptazeca é um género de gastrópode  da família Cochlicopidae.
Este género contém as seguintes espécies:
- Cryptazeca elongata Gómez, 1990
- Cryptazeca kobelti Gittenberger, 1983
- Cryptazeca monodonta (Folin & Bérillon, 1877)
- Cryptazeca spelaea Gómez, 1990
- Cryptazeca subcylindrica Folin & Bérillon, 1877
- Cryptazeca vasconica (Kobelt, 1894)